# Oiapoque
Oiapoque là một đô thị thuộc bang Amapá, Brasil. Đô thị này có diện tích 22625 km², dân số năm 2007 là 16826 người, mật độ 0,74 người/km².